# Coeficiente trinomial
Partiendo de la definición de coeficiente binomial y de su expresión algebraica (véase coeficiente binomial, apartado definición algebraica), se puede extender la idea de coeficientes binomiales a lo que se denominan coeficientes trinomiales, con los cuales se puede desarrollar el teorema del trinomio.

## Pasos previos
En la fórmula algebraica de los coeficientes binomiales [el coeficiente biniomial {\displaystyle {n \choose k}} está dado por la fórmula {\displaystyle {n \choose k}={\frac {n!}{k!(n-k)!}}} (véase coeficiente binomial, apartado definición algebraica para obtener la referencia completa)], se obtiene que la suma de los números en el denominador es igual al numerador. Esto se puede expresar como {\displaystyle n=k+(n-k)} 
Si se define un {\displaystyle r_{1}=k} y un {\displaystyle r_{2}=n-k} [{\displaystyle r_{1}} y {\displaystyle r_{2}} son enteros positivos ({\displaystyle r_{1}}, {\displaystyle r_{2}} {\displaystyle \in \mathrm {Z} ^{+}})] se obtiene que {\displaystyle {n \choose k}={n! \choose r_{1}!\cdot r_{2}!}}, por lo tanto se puede usar la notación {\displaystyle {n \choose r_{1},r_{2}}} para referirse a la misma expresión algebraica (véase coeficiente binomial, apartado definición algebraica).

## Definición
Si {\displaystyle r_{1}}, {\displaystyle r_{2}}, {\displaystyle r_{3}} son enteros positivos ({\displaystyle r_{1}}, {\displaystyle r_{2}}, {\displaystyle r_{3}} {\displaystyle \in \mathrm {Z} ^{+}}) y {\displaystyle r_{1}+r_{2}+r_{3}=n}, entonces el coeficiente trinomial {\displaystyle {n \choose r_{1},r_{2},r_{3}}} queda definido como {\displaystyle {n \choose r_{1},r_{2},r_{3}}={\frac {n!}{r_{1}!\cdot r_{2}!\cdot r_{3}!}}}
Como se ha definido anteriormente, si {\displaystyle r_{1}+r_{2}+r_{3}=n}, por la propiedad conmutativa de la multiplicación:
{\displaystyle {n \choose r_{1},r_{2},r_{3}}} = {\displaystyle {n \choose r_{1},r_{3},r_{2}}} = {\displaystyle {n \choose r_{2},r_{1},r_{3}}} = {\displaystyle {n \choose r_{2},r_{3},r_{1}}} = {\displaystyle {n \choose r_{3},r_{1},r_{2}}} = {\displaystyle {n \choose r_{3},r_{2},r_{1}}}
Por lo que se concluye que si {\displaystyle r_{1}}, {\displaystyle r_{2}}, {\displaystyle r_{3}} son enteros positivos ({\displaystyle r_{1}}, {\displaystyle r_{2}}, {\displaystyle r_{3}} {\displaystyle \in \mathrm {Z} ^{+}}) y  {\displaystyle r_{1}+r_{2}+r_{3}=n} existen 3! maneras de representar el mismo coeficiente trinomial.

## Ejemplo
Si se quiere calcular el valor de {\displaystyle {n \choose r_{1},r_{2},r_{3}}}, siendo {\displaystyle n=10}, {\displaystyle r_{1}=2}, {\displaystyle r_{2}=3}, {\displaystyle r_{3}=5} {\displaystyle \Longrightarrow }{\displaystyle {10 \choose 2,3,5}}:
Aplicando la definición {\displaystyle {n \choose r_{1},r_{2},r_{3}}={\frac {n!}{r_{1}!\cdot r_{2}!\cdot r_{3}!}}}:
{\displaystyle {10 \choose 2,3,5}={\frac {10!}{2!\cdot 3!\cdot 5!}}=2520}
Como se puede comprobar {\displaystyle r_{1}}, {\displaystyle r_{2}}, {\displaystyle r_{3}} son enteros positivos ({\displaystyle r_{1}}, {\displaystyle r_{2}}, {\displaystyle r_{3}} {\displaystyle \in \mathrm {Z} ^{+}}) y  {\displaystyle r_{1}+r_{2}+r_{3}=n}